# Qasim Khan
Qasim Khan fou kan de Xirvan, fill de Muhammad Said Khan. Va regnar de 1789 a 1792 i breument el 1796.

## Vida
Després del conflicte de 1786 a la mort de Fatali Khan de Quba el seu germà Askar Khan no va tardar a ocupar el tron de Xirvan però els caps militars el van enderrocar i van portar al tron a Qasim. També contra ell van conspirar els militars, ja que en lloc de promoure als oficials lesguians va confiar en un grup dirigit per Shabazz Muhammad Shamkhal. El 1792 els caps militars el van deposar i van cridar al tron a Mustafa Khan, que governava el districte d'Agsu. Qasim va demanar ajut al kan de Quba.

## Intents de recuperar el poder
Shaykh Ali de Quba i Qasim Khan van atacar Nova Shamakha (Agsu o Aksu) el 1794. Aksu fou assetjada durant uns quants mesos fins que un dia unes pluges torrencials van destruir les tendes dels assetjants. Els assetjats dirigits pel governador del districte Sultan Omar Sardarin van atacar als assetjadors i Shaykh Ali Khan i Qasim Khan van haver d'abandonar el setge. Qasim Khan es va refugiar a les muntanyes de Garaburga entre Quba i Shaki. El 1795, durant l'avanç de les tropes russes dirigides per Valerian Zubov, aquest es va trobar amb Qasim Khan, i amb l'ajut rus va poder assetjar altre cop Agsu i hi va poder entrar; Valerian Zubov el va reconèixer com a kan, però el 1796 quan les forces russes es van retirar, va haver d'abandonar Agsu i es va retirar a Shaki.
Qasim Khan va morir a Pèrsia el 1828 i fou enterrat en una població anomenada Behrud.

## Família
Qasim Khan es va casar amb la filla del seu oncle Agha Khan, Kafiyyə i va tenir a Alexander Beg (1795-1864), Allaverdi Beg (1796-1818) i Mehmet Said Khan (1797-1827).